# Minytus
Minytus is een geslacht van wantsen uit de familie van de Miridae (Blindwantsen). Het geslacht werd voor het eerst wetenschappelijk beschreven door William Lucas Distant in 1883.

## Soorten
Het genus bevat de volgende soorten:

- Minytus agrillaceus Distant, 1883
- Minytus amplificatus Distant, 1883
- Minytus cuiabanus Carvalho, 1975
- Minytus guaranianus Carvalho, 1975
- Minytus portoricensis Carvalho & Maldonado, 1982